# Municipio de Rutherford
El municipio de Rutherford (en inglés: Rutherford Township) es un municipio ubicado en el condado de Martin en el estado estadounidense de Indiana. En el año 2010 tenía una población de 760 habitantes y una densidad poblacional de 8,29 personas por km².

## Geografía
El municipio de Rutherford se encuentra ubicado en las coordenadas 38°33′54″N 86°52′56″O / 38.56500, -86.88222. Según la Oficina del Censo de los Estados Unidos, el municipio tiene una superficie total de 91.65 km², de la cual 90,15 km² corresponden a tierra firme y (1,64 %) 1,5 km² es agua.

## Demografía
Según el censo de 2010, había 760 personas residiendo en el municipio de Rutherford. La densidad de población era de 8,29 hab./km². De los 760 habitantes, el municipio de Rutherford estaba compuesto por el 99,08 % blancos, el 0,26 % eran amerindios, el 0,13 % eran de otras razas y el 0,53 % eran de una mezcla de razas. Del total de la población el 1,05 % eran hispanos o latinos de cualquier raza.